# Kedung Bako
Kedung Bako is een bestuurslaag in het regentschap Pasuruan van de provincie Oost-Java, Indonesië. Kedung Bako telt 1436 inwoners (volkstelling 2010).